# Herramienta CASE

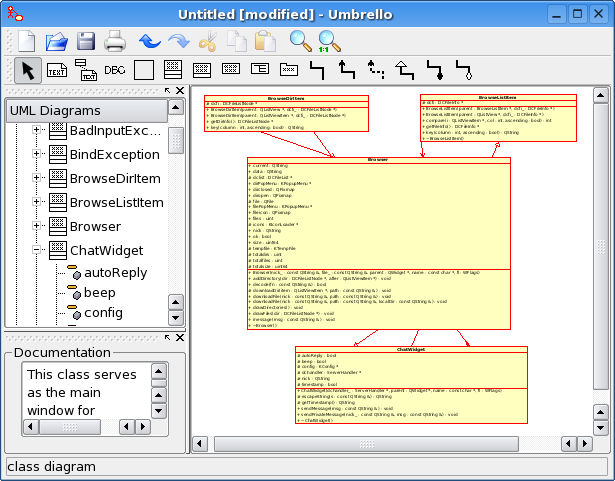
Captura de pantalla del editor UML Umbrello.

Las herramientas CASE (Computer Aided Software Engineering, Ingeniería de Software Asistida por Computadora) son diversas aplicaciones informáticas o programas informáticos destinadas a aumentar el balance 
en el desarrollo de software reduciendo el costo de las mismas en términos de tiempo y de dinero.
Estas herramientas pueden ayudar en todos los aspectos del ciclo de vida de desarrollo del software en tareas como el proceso de realizar un diseño del proyecto, cálculo de costos, implementación de parte del código automáticamente con el diseño dado, compilación automática, documentación o detección de errores entre otras. Ya en los años 70 un proyecto llamado ISDOS diseñó un lenguaje y por lo tanto un producto que analizaba la relación existente entre los requisitos de un problema y las necesidades que estos generaban, el lenguaje en cuestión se denominaba PSL (Problem Statement Language) y la aplicación que ayudaba a buscar las necesidades de los diseñadores PSA (Problem Statement Analyzer).
Aunque esos son los inicios de las herramientas informáticas que ayudan a crear nuevos proyectos informáticos, la primera herramienta CASE fue Excelerator que salió a la luz en el año 1984 y trabajaba bajo una plataforma PC.
Las herramientas CASE alcanzaron su techo a principios de los años 90. En la época en la que IBM había conseguido una alianza con la empresa de software AD/Cycle para trabajar con sus mainframes o computadoras centrales, estos dos gigantes trabajaban con herramientas CASE que abarcaban todo el ciclo de vida del software. Pero poco a poco los mainframes han ido siendo menos utilizados y actualmente el mercado de las Big CASE ha muerto completamente abriendo el mercado de diversas herramientas más específicas para cada fase del ciclo de vida del software.

## Objetivos
1. Mejorar la productividad del software.
2. Aumentar la calidad del software.
3. Reducir el tiempo y costo de desarrollo y mantenimiento de los sistemas informáticos.
4. Mejorar la planificación de un proyecto.
5. Aumentar la biblioteca de conocimiento informático de una empresa ayudando a la búsqueda de soluciones para los requisitos.
6. Automatizar el desarrollo del software, la documentación, la generación de código, las pruebas de errores y la gestión del proyecto.
7. Ayuda a la reutilización del software, portabilidad y estandarización de la documentación.
8. Gestión global en todas las fases de desarrollo de software con una misma herramienta.
9. Facilitar el uso de las distintas metodologías propias de la ingeniería del software.

## Clasificación
Aunque es difícil y existen muchas formas de clasificarlas, las herramientas CASE se pueden clasificar teniendo en cuenta los siguientes parámetros:
- Las plataformas que soportan.
- Las fases del ciclo de vida del desarrollo de sistemas que cubren.
- La arquitectura de las aplicaciones que producen.
- Su funcionalidad.

### Según fases del ciclo de vida del desarrollo
La siguiente clasificación es la más habitual basada en las fases del ciclo de desarrollo que cubren:
- Upper CASE (U-CASE), herramientas que ayudan en las fases de planificación, análisis de requisitos y estrategia del desarrollo, usando, entre otros diagramas UML.
- Middle CASE (M-CASE), herramientas para automatizar tareas en el análisis y diseño de la aplicación.
- Lower CASE (L-CASE), herramientas que semi-automatizan la generación de código, crean programas de detección de errores, soportan la depuración de programas y pruebas. Además automatizan la documentación completa de la aplicación. Aquí pueden incluirse las herramientas de desarrollo rápido de aplicaciones.

### Otras clasificaciones
Existen otros nombres que se le dan a este tipo de herramientas, y que no es una clasificación excluyente entre sí, ni con las fases del ciclo de vida del desarrollo:
- Integrated CASE (I-CASE), herramientas que engloban todo el proceso de desarrollo software, desde el análisis hasta la implementación.
- MetaCASE, herramientas que permiten la definición de nuestra propia técnica de modelado, los elementos permitidos del metamodelo generado se guardan en un repositorio y pueden ser usados por otros analistas, es decir, es como si definiéramos nuestro propio UML, con nuestros elementos, restricciones y relaciones posibles.
- CAST (Computer-Aided Software Testing), herramientas de soporte a la prueba de software.
- IPSE (Integrated Programming Support Environment), herramientas que soportan todo el ciclo de vida, incluyen componentes para la gestión de proyectos y gestión de la configuración activa.

### Según funcionalidad
Por funcionalidad se pueden diferenciar algunas como:
- Herramientas de generación semiautomática de código.
- Editores UML.
- Herramientas de refactorización de código.
- Herramientas de mantenimiento como los sistemas de control de versiones·